# Krakus

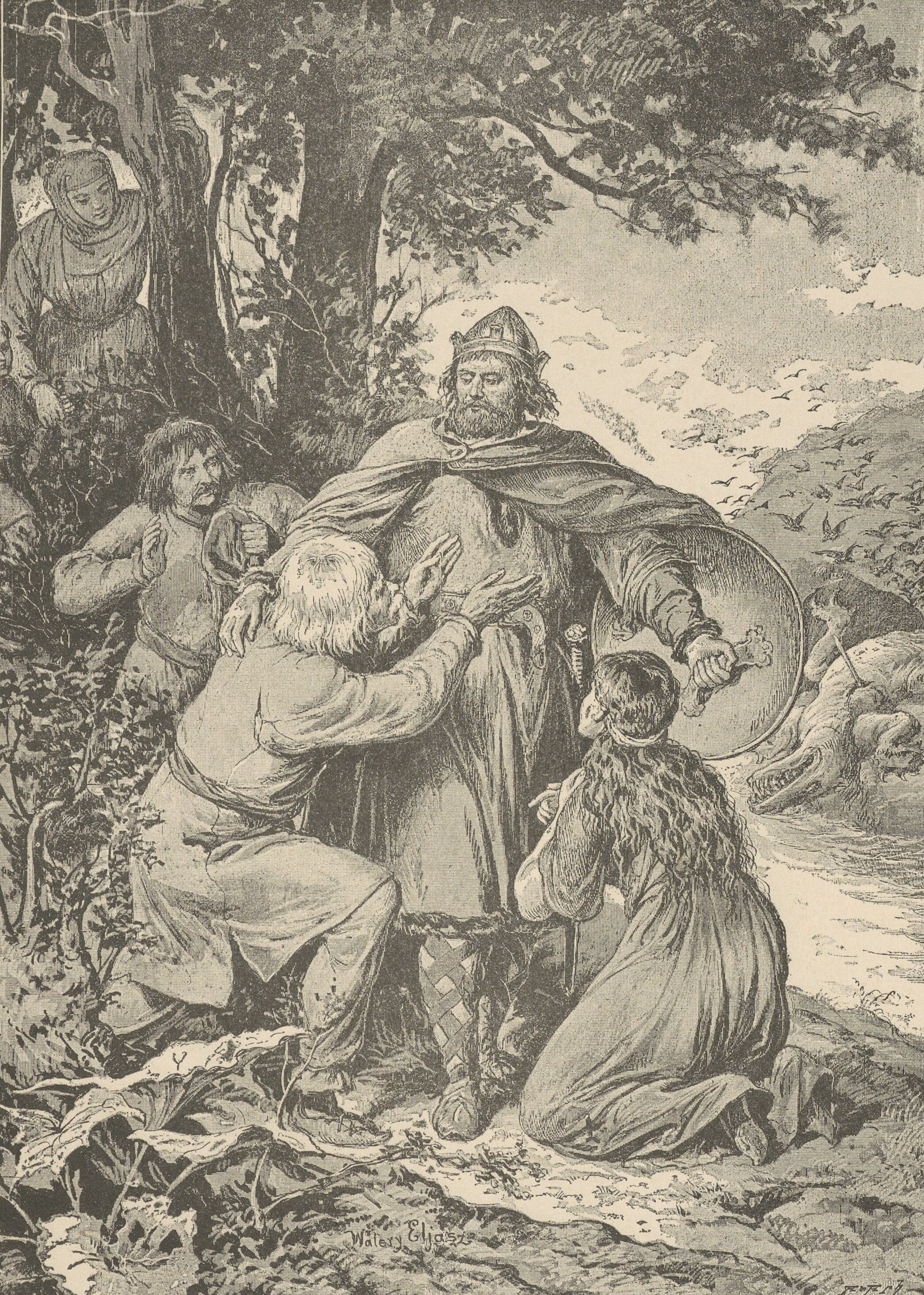
"Krak", por Walery E. Radzikowski.

Krakus, Krak o Grakch fue un príncipe legendario considerado el fundador de Cracovia y uno de los padres de la nación polaca. También se le atribuye a Krakus la creación de castillo de Wawel al matar al dragón que vivía en la colina dándole de comer una oveja muerta llena de azufre. Se le atribuye a Krakus numerosos relatos, como por ejemplo haber conseguido expulsar al Imperio romano del sur de Polonia, aunque éstos nunca llegaron a tales regiones en realidad.
El historiador J. Banaszkiewicz atribuye el nombre de Krakus a la palabra protoeslava "krakula", que significa empleado del juez. Se cree que la misma palabra fue empleada como sinónimo de juez en el idioma checo y ruso antiguo. Sin embargo, otros historiadores tales como Cetwiński o Derwich sostienen una diferente etimología, indicando que Krak significa simplemente roble.
El Montículo de Krakus, que sigue existiendo en la actualidad, era la supuesta morada de los restos del legendario héroe polaco; aun así, entre 1934 y 1938 se elaboraron una serie de excavaciones arqueológicas, determinando que en su interior no había ninguna tumba. El montículo tiene un diámetro de más de 50 metros y data del siglo VIII y X.
La leyenda de Krakus y su hija, la princesa Wanda, fue escrita por Wincenty Kadlubek; una leyenda checa similar, la de Krok y Libuše, fue relatada por Cosmas de Praga.

## Galería

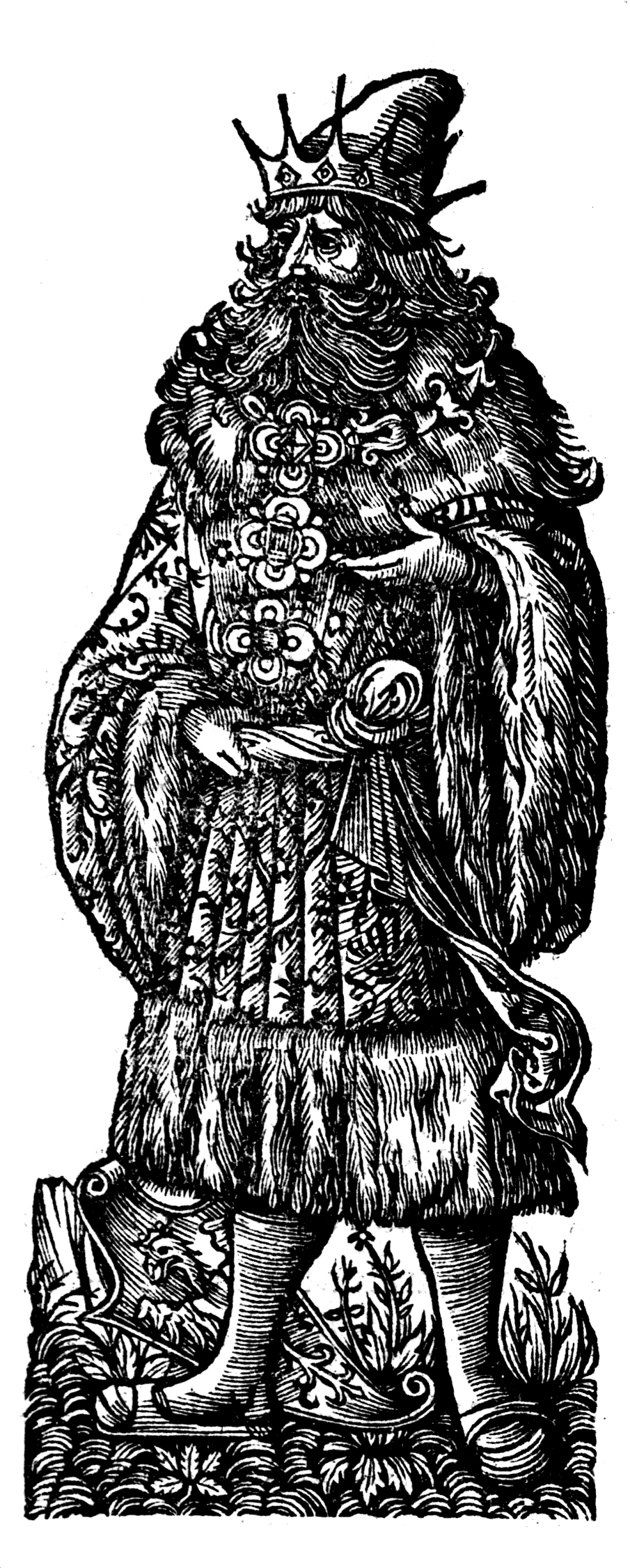
Ilustración de la crónica Gesta principum Polonorum ". Las hazañas de los príncipes de los polacos" en Latín
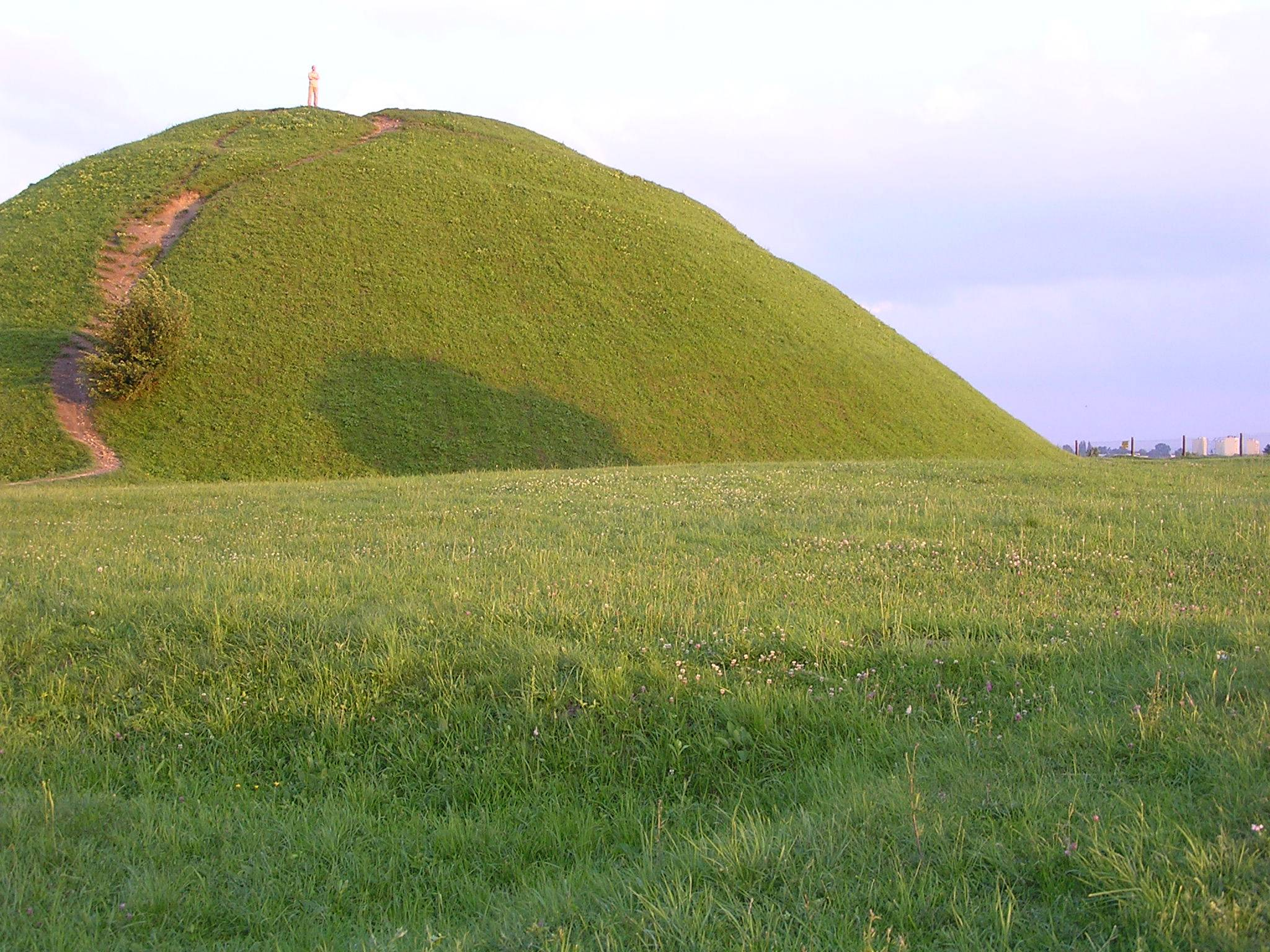
Montículo de Krakus
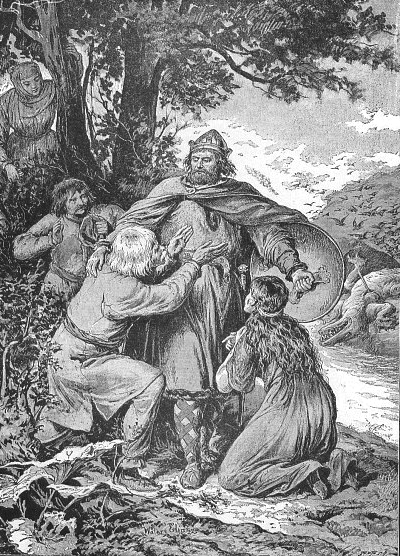
"Крак" Dibujo de Valery Elyash-Radzikovsky (1841-1905)